# Latridius parallelipennis
Latridius parallelipennis là một loài bọ cánh cứng trong họ Latridiidae. Loài này được Solsky miêu tả khoa học năm 1876.